# 대기경계층
대기경계층(大氣境界層, Planetary boundary layer, PBL)은 기상학에서 대기의 가장 낮은 부분이며, 이 층의 행위는 지표 접촉에 의해 직접적인 영향을 받는다. 지구에서 보통 1시간 이내에 표면 복사강제력의 변화에 반응한다. 이 층에서 유속, 기온, 습도와 같은 물리적인 양은 난류를 보이며 수직 혼합은 강한 편이다. 이 층의 윗부분은 "자유대기"라고 부르며 여기서 바람은 대체로 지균풍이다. 반면에 대기경계층 내의 바람은 항력의 영향을 받으며 등치선을 가로질러 회전한다.

## 같이 보기
- 경계층
- 혼합층
- 난류 (역학)
- 급변풍
- 마이크로버스트
- 대기전기학
- 시상 (천문학)
- 대기 확산 모델링